# Heinrich Schröder (Sprachwissenschaftler)
Franz Johannes Heinrich Schröder (* 8. Juni 1863 in Wotersen; † 30. Oktober 1937 in Wiesbaden) war ein deutscher Sprachwissenschaftler, Lehrer, Verfasser schulpolitischer Streitschriften und Gründer der Germanisch-Romanischen Monatsschrift.

## Leben

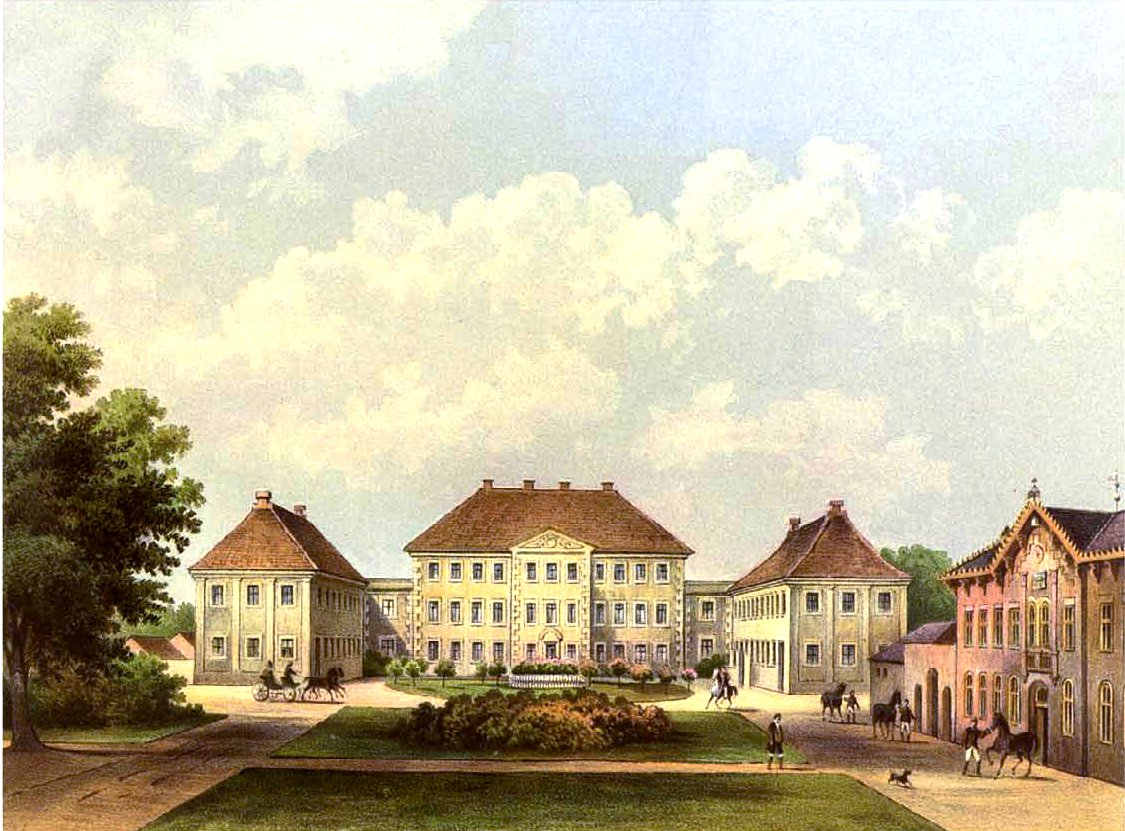
Schloss Wotersen, zwischen 1857 und 1883

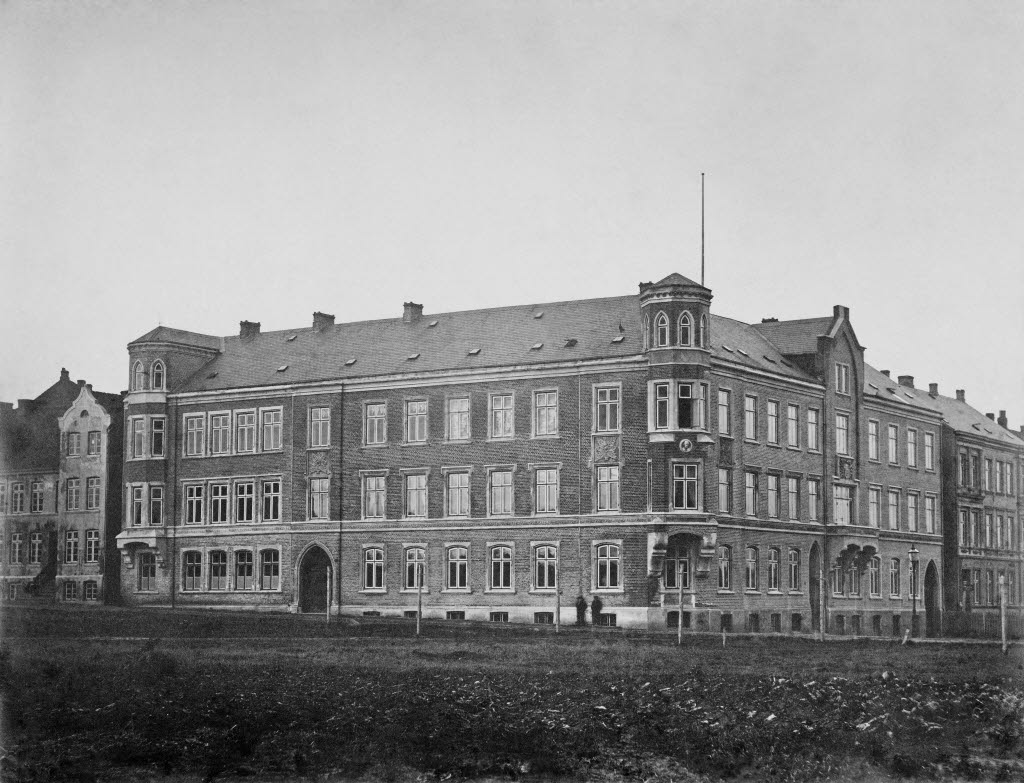
Marineschule, seit 1887 Deckoffizierschule, Kiel

Heinrich Schröder war der Sohn des Hotelbesitzers Franz Schröder und dessen Ehefrau Marie, geb. Meyer. Er wuchs in Wotersen bei Mölln auf und besuchte nach der Dorfschule in Siebeneichen von 1872 bis 1877 die Albinus-Realschule in Lauenburg. Anschließend war er bis 1881 Schüler am Realgymnasium zu Bützow. In dieser Zeit gelangte Schröder zu dem Entschluss, germanische und romanische Philologie zu studieren. Nach der Versetzung in die Oberprima kam es zu einer zweijährigen Unterbrechung des Schulbesuchs. Die Gründe dafür sind nicht bekannt. Am Realgymnasium in Malchin (später: Fritz-Greve-Gymnasium), besuchte Schröder die Abschlussklasse und erhielt schließlich im Jahr 1884 das Reifezeugnis.
Im selben Jahr begann er sein Studium der Germanistik und Romanistik an der Friedrich-Wilhelms-Universität Berlin, wechselte jedoch nach zwei Semestern an die Universität Kiel. Er schloss dort 1890 mit Promotion ab. Seine Dissertation zur Sprachgeschichte waffenkundlicher Bezeichnungen in der mittelhochdeutschen Literatur wurde von Friedrich Vogt betreut. Neben diesem waren auch Theodor Möbius, Gregor Sarrazin und Albert Stimming für Schröder bedeutend. Bereits seit 1887 unterrichtete er an der Divisionsschule der Kaiserlichen I. Werftdivision und seit 1889 zusätzlich an der Kaiserlichen Deckoffizierschule in Kiel. Mit seiner Ehefrau Minna Amanda (geb. Rolfs, 1870–1926) hatte Schröder einen Sohn, den Philologen und Universitätsprofessor Franz Rolf Schröder (1893–1979).
Trotz anhaltender wissenschaftlicher Ambitionen hat seine Tätigkeit an den Marinebildungsanstalten Schröders berufliches Leben bestimmt. Als „wissenschaftliche[r] Hülfslehrer“ begann er 1896, kritische Schriften zur preußischen Schulpolitik zu veröffentlichten, die große Aufmerksamkeit fanden, ihm aber 1907 nach mehreren Publikationen und harten Auseinandersetzungen schließlich eine isolierte Position bescherten. Teils parallel, teils anschließend setzte er seine wissenschaftliche Arbeit mit zwei Monographien fort, nämlich zu Streckformen (1906) und Ablautstudien (1910). In diese Zeit fällt Schröders Gründung der Germanisch-Romanischen Monatsschrift (1909), die als die älteste komparatistische Fachzeitschrift Deutschlands gilt.
Schröder bekam einige Jahre zuvor die Stelle eines Vortragenden Rates im Preußischen Unterrichtsministerium angeboten. Nach Franz Rolf Schröder sorgte „der starke Unabhängigkeitswille meines Vaters“ dafür, diesen „seinem ganzen Wesen gewiß auch nicht gemäßen Posten“ abzulehnen. Auch die Gründung und Leitung der Zentralstelle für das Grimmsche Wörterbuch, die ihm die Preußische Akademie der Wissenschaften antrug, schlug Schröder aus, „weil die Akademie ihm nicht sofort eine feste Anstellung bieten konnte“. Stattdessen erteilte er Studenten ab 1911 Grammatikkurse für verschiedene germanische und romanische Sprachen sowie für das Niederdeutsche: „Die Zahl der jungen Philologen, die im Laufe der Jahre diese Kurse besucht haben, geht in die Tausende“.
Im Jahr 1921 trat Schröder an der Kieler Gelehrtenschule eine Stelle als Studienrat an und konnte sich auf diese Weise aus einer wirtschaftlichen Notlage befreien, in die er und seine Familie in den letzten Kriegsjahren und der Nachkriegszeit geraten waren. Schon drei Jahre später wurde er jedoch auf Grund von Sparmaßnahmen in den Ruhestand versetzt. Der Deutsche Philologenverband ernannte ihn 1925 zum Ehrenmitglied, wenig später ehrten ihn so auch der Preußische und der Mecklenburgische Philologenverband. In den letzten Lebensjahren litt er an einer schweren Krankheit, die die Amputation des rechten Armes notwendig machte. Im Frühjahr 1933 zog er aus gesundheitlichen Gründen nach Wiesbaden. Dort verstarb er wenige Jahre später.

## Wirken

### „Oberlehrerfrage“
Von 1896 bis 1907 legte Schröder elf Schriften vor, die fast alle mehrere Auflagen erlebten. Ziel dieser Publikationen war eine auch durch statistische Erhebungen abgesicherte Bestandsaufnahme der Lebens- und Arbeitsbedingungen von Oberlehrern, also Gymnasiallehrern, die ab 1918 Studienräte genannt wurden. Schröder galt damit als „Vorkämpfer für die soziale Besserstellung des Philologenstandes“, dem es vor allem darauf ankam, in der Besoldung der Lehrer an höheren Schulen eine Gleichstellung mit den „Richtern erster Instanz“ und Offizieren zu erreichen. Als wesentliche Argumente führte er an, dass die Ausbildung der höheren Lehrer mindestens ebenso lange dauert wie die der Juristen und der Oberlehrerberuf zu den „innerlich aufreibendsten unter allen gelehrten Berufen“ zählt, was Schröder damit untermauert, dass die Sterblichkeit bei Lehrern im Vergleich zur Gesamtbevölkerung höher sei. Er stieß mit seinen Publikationen auf große Resonanz, was dazu führte, dass er über längere Zeit mit Arbeiten für das Preußische Unterrichtsministerium beauftragt und dort zu Konferenzen hinzugezogen wurde. Bei seinen Schriften handelte es sich um „Kampfschriften“, die sorgfältig recherchiert waren, aber zunehmend auf Widerspruch stießen. Schröder hielt unbeirrt an seiner Forderung nach „Gleichstellung der Philologen und Juristen“ in der Besoldung fest. Am 13. April 1907 nahm das preußische Abgeordnetenhaus einen entsprechenden Antrag einstimmig an. Bereits 1901 erhielt er für sein Engagement in der Oberlehrerfrage von der Deutschen Philologenschaft eine „Dankes- und Ehrengabe von 100.000 Mark“.

### Wissenschaftliche Arbeit
Seine Dissertation ist eine sprachgeschichtliche Untersuchung von Inventar und Verwendung der Bezeichnungen für die Bewaffnung des Ritters, der Rüstung des Rosses und für die Schiffsausrüstung in der Literatur des deutschen Mittelalters von 1100 bis 1217. Französische Einflüsse, etwa durch das Rolands- oder das Alexanderlied, werden in der 44-seitigen Arbeit ausgeklammert. Ab 1904 trat Schröder mit kleineren sprachwissenschaftlichen bzw. etymologischen Artikeln in Paul und Braunes Beiträgen (PBB) und in der Zeitschrift für deutsche Philologie (ZfdPh) in Erscheinung, ab 1909 dann vorwiegend in der von ihm gegründeten Germanisch-Romanischen Monatsschrift (GRM). Zuvor veröffentlichte Schröder zwei Monographien, die den Umfang seiner Doktorarbeit weit übersteigen, nämlich im Jahr 1906 zu Streckformen (XIX, 266 Seiten) und vier Jahre darauf zu Ablautstudien (X, 108 Seiten). Er hatte zeitlebens intensiv an einem etymologischen Wörterbuch der deutschen Sprache gearbeitet, das jedoch nie erschienen ist. Franz Rolf Schröder gab dazu an:

„Zehntausende von Zetteln zeugen von der unendlichen, hingebenden und liebevollen Arbeit, die mein Vater in jahrzehntelangem Sammeln und Notieren darauf verwandt hat und die, wie er noch wenige Wochen vor seinem Tode äußerte, hoffentlich nicht ganz vergeblich gewesen, sondern doch noch irgendwie für die deutsche Wortforschung fruchtbar gemacht werden kann.“

### Germanisch-Romanische Monatsschrift

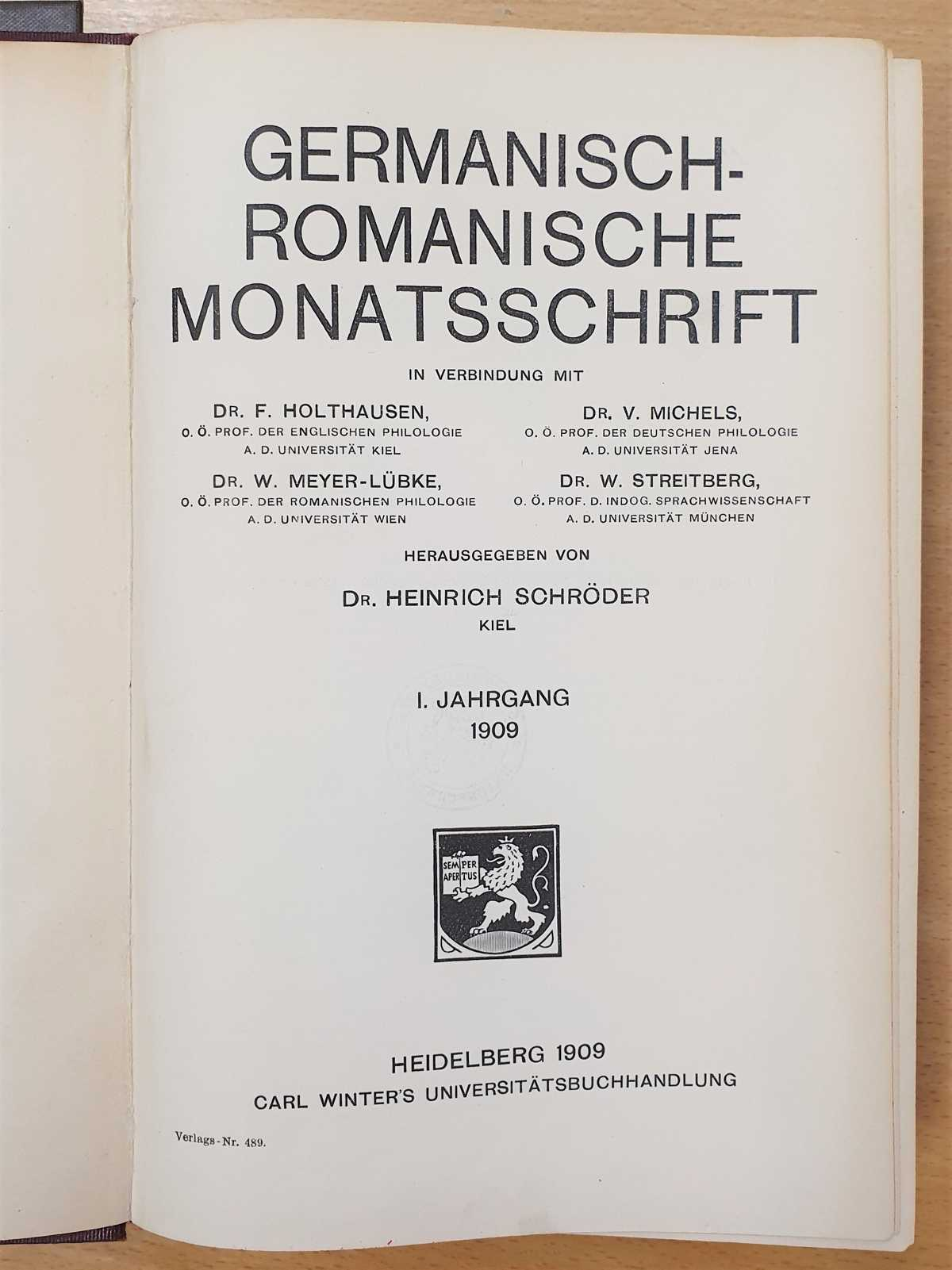
Titelblatt des 1. Jahrgangs der Germanisch-Romanischen Monatsschrift, 1909

Als Begründer der Germanisch-Romanischen Monatsschrift wird Heinrich Schröder seit ihrem Erscheinen 1909 auf jedem Titelblatt der Zeitschrift aufgeführt. Dass er dieses Publikationsorgan ins Leben gerufen hat, kann als sein größtes Verdienst gelten. Mitherausgeber waren damals der Anglist Ferdinand Holthausen, der Romanist Wilhelm Meyer-Lübke, der Germanist Victor Michels sowie der Indogermanist Wilhelm Streitberg. Die Programmatik der GRM legte im 1. Heft der Anglist Max Förster dar, Schröder schloss sich in einer „Anmerkung der Redaktion“ lediglich daran an. Conrad Wiedemann wertete dies als „Kunstgriff“, weil Förster als Professor der Universität Würzburg eine höhere Autorität zugekommen sei. Das erklärte Ziel der GRM lautete, die „Kluft zwischen der Universitätswissenschaft und dem Unterrichte der Mittelschule“ in den neusprachlichen Fächern zu überwinden, die zudem in mancher Hinsicht gegenüber den Alten Sprachen benachteiligt seien. Was der Mittelschullehrer benötigte,

„wären zusammenfassende Referate, die in streng kritischer, aber doch allgemein orientierender Weise einzelne Probleme, einzelne Kulturerscheinungen, markante Persönlichkeiten oder gar ganze Kapitel seiner Fachwissenschaft vom neuesten Stande der Wissenschaft aus in nicht zu großer Ausführlichkeit zur Darstellung brächten.“

Es ging Schröder und seinen Mitherausgebern um den „Erhalt der wissenschaftlichen Sachkompetenz in der schulischen Alltagsroutine“. Damit stießen sie auf eine große Nachfrage: Die anfangs monatlich erscheinende Zeitschrift hatte im zweiten Jahr bereits 2000 Abonnenten. Wiedemann sieht auch Journalisten und Bildungsbürger im Leserkreis der Zeitschrift und erkennt in deren Konzept ein „Urbanitätsprogramm für die forscherliche Provinz“, das eine öffentliche Teilhabe an akademischer Forschung sichergestellt und verhindert habe, dass die GRM eine reine Lehrerzeitschrift geworden sei. Schröder hat die ersten sieben Jahrgänge bis 1919 als Hauptherausgeber betreut; ab 1920 trat ihm sein Sohn Franz Rolf Schröder in dieser Funktion zur Seite und übernahm nach dem Tod des Vaters die alleinige Hauptherausgeberschaft, die er bis 1971 innehatte.

## Veröffentlichungen

### Schulpolitik
- Oberlehrer und Richter in Preußen. Statistische Untersuchungen zur Lösung der Gehaltsaufbesserungsfrage. Lipsius & Tischer, Kiel 1896. (Ab 2. Aufl. u. d. T.: Oberlehrer, Richter, Offiziere. Statistische Untersuchungen zur Lösung der Gehaltsaufbesserungsfrage. – 3 Auflagen) OCLC 60479243
- Ausgleichende Gerechtigkeit. Eine Pflicht der Regierung und der Volksvertretung auch gegen die Oberlehrer. Lipsius & Tischer, Kiel / Leipzig 1897. OCLC 1072314028
- Der höhere Lehrerstand in Preußen, seine Arbeit und sein Lohn. Neue Untersuchungen insbesondere über die Sterblichkeitsverhältnisse der höheren Lehrer. Lipsius & Tischer, Kiel / Leipzig 1899. (4 Auflagen) OCLC 1068496140 (Digitalisat: urn:nbn:de:hbz:6:1-131749)
- Justitia regnorum fundamentum. Notgedrungene kritische und antikritische Beiträge zur Statistik des höheren Lehrerstandes in Preussen. Lipsius & Tischer, Kiel / Leipzig 1897. (4 Auflagen) OCLC 1080904228
- Im Kampf ums Recht. Ein Wort zur Verteidigung seiner Person und seiner Schriften über die Lage des höheren Lehrerstandes gegen die anonymen und offenen Angriffe des Herrn Geheimrats Lexis in Göttingen. Lipsius & Tischer, Kiel / Leipzig 1899. (5 Auflagen) OCLC 1277001719
- Freiwillige und unfreiwillige Beiträge zur Oberlehrerfrage von Gelehrten und Staatsmännern. Lipsius & Tischer, Kiel / Leipzig 1900. (4 Auflagen) OCLC 246516142
- Periculum in mora. Weiteres zur Oberlehrerfrage. Kannengießer, Schalke / Westfalen 1901. (5 Auflagen) OCLC 248233778 (Digitalisat: urn:nbn:de:hbz:6:1-131753)
- Mecklenburgische „höhere Schulen“. Ein Unkulturbild aus dem dunkelsten Deutschland. Kannengießer, Gelsenkirchen 1905. (3 Auflagen) OCLC 800744480
- Der Schweriner Regierung Flucht in die Öffentlichkeit. Weiteres über höhere Schulen im dunkelsten Deutschland. Kannengießer, Gelsenkirchen 1905. (2 Auflagen) OCLC 800744438
- Zur Gleichstellung der höheren Beamten in Preußen, insbesondere der Philologen und Juristen. Kannengießer, Gelsenkirchen 1907. (3 Auflagen) OCLC 174828189
- Ein Wort in zwölfter Stunde. Für die Gleichstellung der Philologen und Juristen gegen die „Taktik“ der Herren Mertens, Lortzing, Mellmann, Kannengiesser, Werner und Genossen. Cordes, Kiel 1907. (3 Auflagen) OCLC 72407417

### Wissenschaftliche Studien
- Zur Waffen- und Schiffskunde des deutschen Mittelalters bis um das Jahr 1200. Eine kulturgeschichtliche Untersuchung auf Grund der ältesten deutschen volkstümlichen und geistlichen Dichtungen. Lipsius & Tischer, Kiel 1890. (Zugleich: Dissertation) OCLC 13598060
- Streckformen. Ein Beitrag zur Lehre von der Wortentstehung und der Germanischen Wortbetonung (= Beiträge zur Germanischen Sprach- und Kulturgeschichte. Band 1). Winter, Heidelberg 1906. OCLC 729149862 (Digitalisat)
- Ablautstudien (= Beiträge zur Germanischen Sprach- und Kulturgeschichte. Band 2). Winter, Heidelberg 1910. OCLC 833056780

### Herausgeberschaft
Germanisch-Romanische Monatsschrift. Carl Winter, Heidelberg, 1909–1936. Zunächst 12 Hefte, später 6 Hefte pro Jahr. ISSN 0016-8904